# Kyrgyzstan Airlines
La Kyrgyzstan Airlines (in russo ОАО «Национальный авиаперевозчик Кыргызстан Аба Жолдору»?) è stata la compagnia di bandiera del Kirghizistan, con hub principale l'aeroporto di Biškek-Manas. Ha operato con rotte internazionali e nazionali, nonché voli charter.

## Storia
La compagnia aerea era originariamente una filiale di Aeroflot Kirghizistan ed è stata fondata nel 1992. Ha firmato un accordo di cooperazione con Aeroflot nell'ottobre 1997 riguardante le nuove destinazioni, la manutenzione degli aeromobili, l'emissione di biglietti e il marketing.
Il 2 gennaio 2002 la compagnia aerea ha trasferito la sua sede centrale nell'edificio della Kyrgyzstan Airlines Sales Agency dell'aeroporto internazionale di Manas. In precedenza, anche la sede centrale era sul terreno.
Nel 2005 la compagnia aerea è fallita ed è stata rilevata da Altyn Air, che è stata rinominata Air Kyrgyzstan nel 2006.
La compagnia aerea era di proprietà del governo (81%), di azionisti privati (11%) e della Soial Foundation (8%).

## Destinazioni
Kyrgyzstan Airlines fino al 2005 ha operato verso le seguenti destinazioni:
- Cina - Ürümqi
- India - Delhi[4]
- Kirghizistan - Biškek, Kazarman, Kerben, Oš
- Pakistan - Karachi[4]
- Russia - Mosca, Nižnij Novgorod, Novosibirsk, San Pietroburgo, Samara, Ekaterinburg
- Tagikistan - Dušanbe
- Turchia - Istanbul[4]
- Regno Unito - Birmingham

## Flotta
Al momento della chiusura la flotta di Kyrgyzstan Airlines comprendeva i seguenti aeromobili:
- 1 Airbus A320
- 1 Antonov An-26
- 5 Antonov An-28
- 2 Ilyushin Il-76TD
- 2 Tupolev Tu-134A
- 2 Tupolev Tu-154M
- 2 Yakovlev Yak-40